# Шенфельд
Шенфельд (Брюссов) (нім. Schönfeld (Amt Brüssow)) — громада в Німеччині, в землі Бранденбург.
Входить до складу району Уккермарк. Підпорядковується управлінню Брюссов (Уккермарк). Населення — 633 особи (на 31 грудня 2010). Площа — 29,03 км². Офіційний код — 12 0 73 520.

## Населення
| Рік  | Населення |
| ---- | --------- |
| 2005 | 722       |
| 2010 | 650       |